# 谢丹阳
谢丹阳，中华人民共和国教育部长江学者特聘教授，武汉大学经济与管理学院院长，主要从事货币政策、财政政策等方面的研究。

## 生平
1992年获芝加哥大学经济学博士学位，后任职于蒙特利尔大学，1993年起在香港科技大学任教。

## 社会兼职
- 香港货币发行委员会委员